# Hercules (2014)
Hercules is een Amerikaanse actie-avonturenfilm uit 2014, geregisseerd door Brett Ratner en met Dwayne Johnson in de hoofdrol als Hercules. De film is gebaseerd op de Radical Comics' Hercules: The Thracian Wars van Steve Moore.

## Verhaal
Hercules is een halfgod en zoon van de god Zeus. Samen met vijf metgezellen reist hij door Griekenland waar hij op de proef gesteld wordt door de Koning van Thracië.

## Rolverdeling
| Acteur              | Personage       |
| ------------------- | --------------- |
| Dwayne Johnson      | Hercules        |
| Ian McShane         | Amphiaraus      |
| John Hurt           | Lord Cotys      |
| Rufus Sewell        | Autolycus       |
| Irina Shayk         | Megara          |
| Ingrid Bolsø Berdal | Atalanta        |
| Joe Anderson        | Phineus         |
| Peter Mullan        | Sitacles        |
| Aksel Hennie        | Tydeus          |
| Reece Ritchie       | Iolaus          |
| Joseph Fiennes      | King Eurystheus |
| Tobias Santelmann   | Rhesus          |
| Rebecca Ferguson    | Ergenia         |
| Isaac Andrews       | Arius           |
| Stephen Peacocke    | Stephanos       |
| Nicolas Moss        | Demetrius       |